# Jakarta (DJ)
Jakarta — французский музыкальный проект, состоящий из Денни Уайлда (Danny Wild), Дейва Кинга (Dave King) и Дэвида Кейна (David Kane). Их работы представлены на лейбле Hypetraxx. Стиль их музыки описывают как хаус с голосом ребенка, что по словам слушателей придает их музыке экзотичности и индивидуальности. Их наиболее известные треки Superstar и One Desire, который был на вершине французских чартов в 2008 году, ремикс на который от группы Mondotek также снискал широкую популярность.

## Дискография
- Radio Latina
- Leave You (Fred De F Radio Edit)
- Superstar
- Time Is Ticking
- One Desire (Mondotek Radio Edit)
- Around the Sun (Gregori Klosman Remix)
- Six Little Eggs
- My Girlfriend (David Kane Remix)
- Summer Night (Bluework's Palace, Blackstream Edit)
- Kiss Me (Fred De F Remix)
- Song for Lea
- Smile

Также группа создала трек до своей регистрации, в 2005 году. Он называется American Dream. Другие песни, такие как Smile и Time is Ticking, не являются официальными песнями группы, но могут считаться каверами на оригиналы.